# Neofundulus
Neofundulus – rodzaj ryb karpieńcokształtnych z rodziny strumieniakowatych (Rivulidae).

## Klasyfikacja
Gatunki zaliczane do tego rodzaju:
- Neofundulus acutirostratus
- Neofundulus guaporensis
- Neofundulus ornatipinnis
- Neofundulus paraguayensis
- Neofundulus parvipinnis